# Mukim di Pangkalan Batu
Pangkalan Batu è un mukim del Brunei situato nel Distretto di Brunei-Muara con 13.031 abitanti al censimento del 2011.

## Geografia antropica

### Suddivisioni amministrative
Il mukim è suddiviso in 11 villaggi (kapong in malese):
Pengkalan Batu, Batu Ampar, Batang Perhentian, Bukit Belimbing, Kuala Lurah, Junjongan, Limau Manis, Wasan, Masin, Batong, Murai.